# West Ham

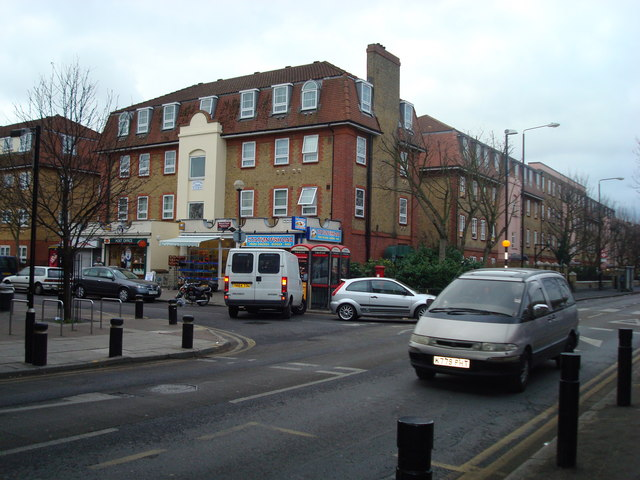
Blick auf West Ham

West Ham ist ein Stadtteil im Osten Londons. Er liegt 9,8 km östlich von Charing Cross im Westen des modernen Londoner Stadtbezirks Newham. Das Gebiet unmittelbar nördlich der Themse und östlich des River Lea war ursprünglich eine alte Pfarrei, die Teile des älteren Manor of Ham versorgte. Als Teil des Becontree Hundred und der historischen Grafschaft Essex war West Ham vom 12. Jahrhundert bis 1965 eine Verwaltungseinheit mit weitgehend festen Grenzen, bis es mit benachbarten Gebieten zum westlichen Teil des neu gebildeten London Borough of Newham in Greater London zusammengelegt wurde.
Der Ortsname leitet sich vom altenglischen hamm ab und bezeichnet „ein trockenes Gebiet zwischen Flüssen oder Sumpfland“, was sich auf die Lage der Siedlung innerhalb der von den Flüssen Lea, Themse und Roding und ihren Sümpfen gebildeten Grenzen bezieht. Der heutige Name tauchte erstmals im 12. Jahrhundert auf. Die Urbanisierung erfolgte im 19. Jahrhundert, als die Metropolregion von London sich auf das Gebiet ausdehnte, bis West Ham in den 1960er Jahren schließlich in London eingegliedert wurde. In dem Gebiet ließen sich seitdem viele Einwanderer nieder, so dass West Ham über eine multikulturelle Bevölkerung verfügt. Bei der Volkszählung 2011 waren von den 15.551 Einwohnern knapp 19 Prozent weiße Briten.
Der Fußballverein West Ham United ist nach diesem Gebiet benannt. Die Spitznamen The Irons und The Hammers leiten sich von der Verbindung zur Thames Ironworks and Shipbuilding and Engineering Company ab, deren Arbeiter den Thames Ironworks FC gründeten, der später zu West Ham United wurde. West Ham United spielte zwischen 1904 und 2016 im Boleyn Ground im nahe gelegenen Upton Park. Danach zog der Verein ins Olympiastadion London um.